# Прекариат
В социологията и икономиката, прекариат се отнася до хора, които страдат от прекаритет , което е жизнен статус без предвидимост или сигурност, което се отразява върху материалното и/или психологическото благосъстояние, това е също е и принадлежност към пролетарската класа.
Прекариатът като класа на работещите, които нямат свои средства за производство и продават труда си се характеризира с липса на сигурност на работата, или с други думи има прекъсвания между отделните работи, които биват заемани или безработица.
Терминът е неологизъм от свързването на прекаритет с пролетариат .